# Église Notre-Dame de Clinchamps-sur-Orne
L'église Notre-Dame de Clinchamps-sur-Orne est une église catholique située à Clinchamps-sur-Orne, en France .

## Localisation
L'église est située dans le département français du Calvados, sur la commune de Clinchamps-sur-Orne.

## Historique
Le bâtiment actuel date en partie de la fin du XIe siècle, du XIVe siècle et du XIXe siècle.
L'édifice est fondé au XIe sur des ruines gallo-romaines. Une frise du  XIe est présente dans les collections lapidaires de la Société des antiquaires de Normandie.
Sa tour, partie classée de l'édifice, date du XIIe.
Le XIXe a vu se construire le transept qui comporte deux chapelles dédiées à la Vierge et à saint Joseph et la nef reconstruite entre 1865 et 1870 mais inachevée.
L'édifice est inscrit pour partie au titre des monuments historiques le 4 octobre 1932.
L'édifice est au début du XXIe fragilisé par les mouvements du sol et des restaurations semblent nécessaires, avec un projet porté par une association désireuse de consacrer la partie ancienne au culte et la nef du XIXe à un « espace culturel ».

## Description
Arcisse de Caumont considère que l'église « a peu de caractère ». La date 1672 est présente sur le clocher.
La tour-clocher et le chœur sont romans.
L'édifice a conservé de beaux modillons ainsi que des traces de portes en plein cintre bouchées ainsi qu'une crypte.
Arcisse de Caumont signale un certain nombre de plaques funéraires d'époque moderne ainsi que la présence dans l'édifice d'« un assez grand nombre de mauvais tableaux » et une chaire datée du XVIIIe.

## Galerie

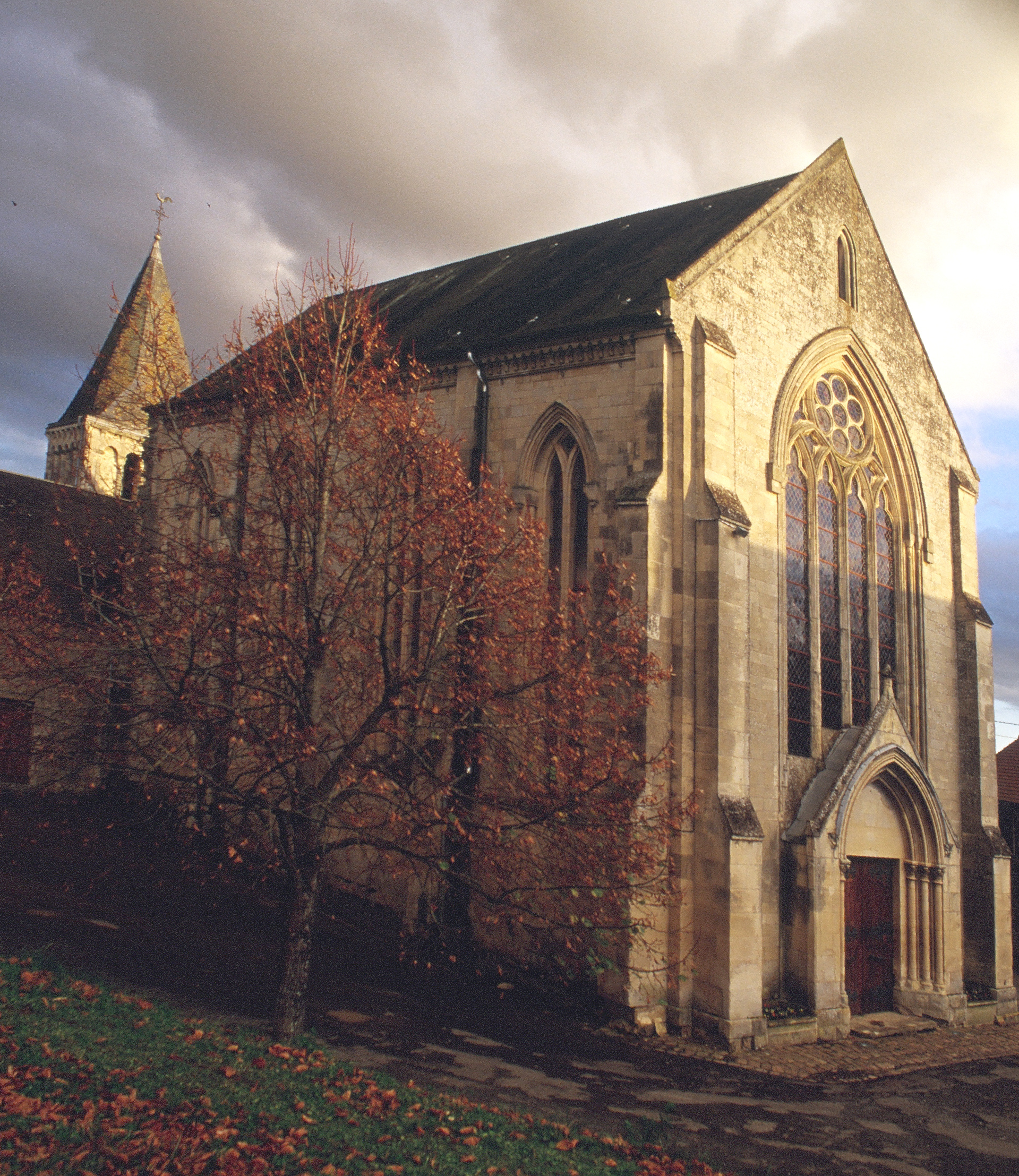
Vue extérieure de l'édifice côté nef datée du XIXe
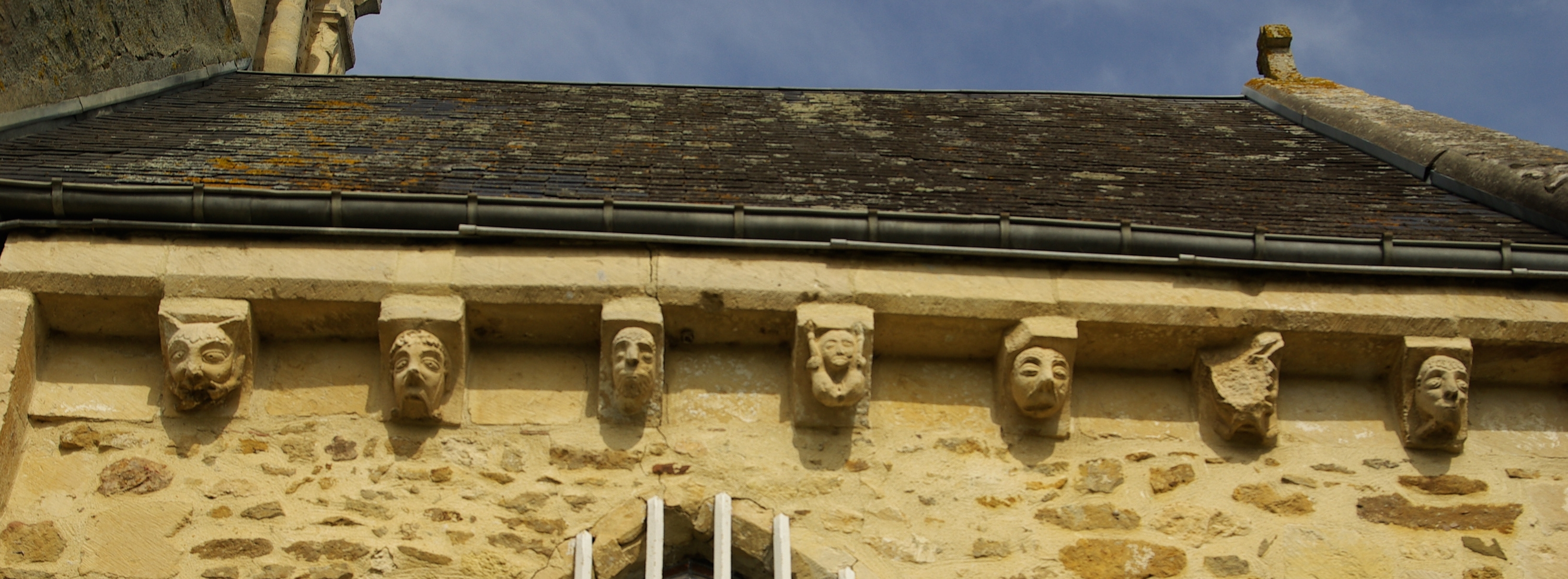
Vue d'un des côtés de l'église avec des modillons
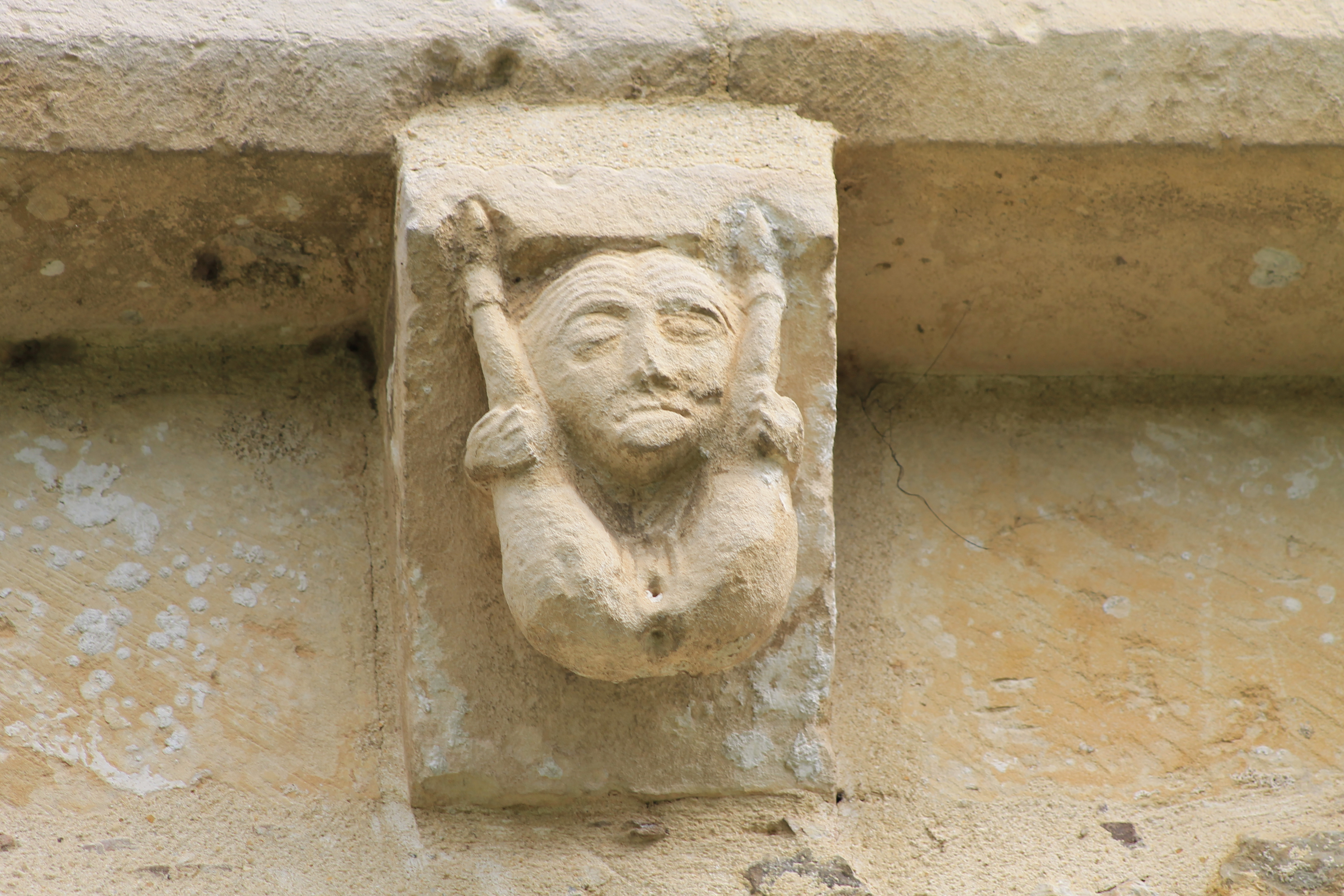
Modillon de l'église Notre-Dame
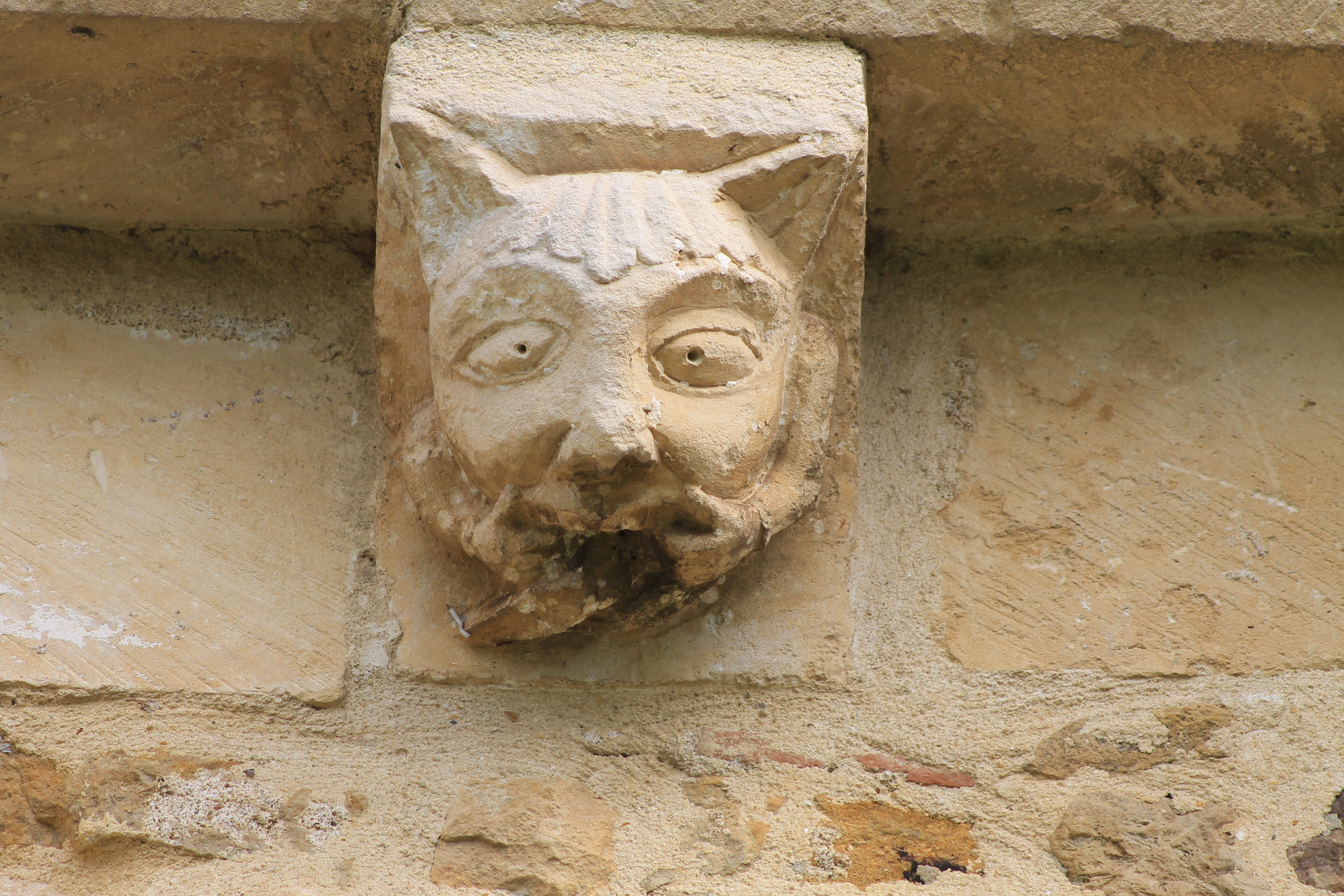
Modillon de l'église Notre-Dame